# Líbiai–egyiptomi határháború
A líbiai–egyiptomi határháború egy rövid határkonfliktus volt, mely 1977. július 21–24. között zajlott a két ország közötti határtérségben, a líbiai csapatok támadásának következtében. A kezdeti szárazföldi csatározások után a két ország légiereje is harcba bocsátkozott, de az egyiptomi haderő sikerrel verte vissza a líbiai támadást. A három napos harcok után a két ország fegyverszünetet kötött, Houari Boumediène algériai elnök és Jasszer Arafat közvetítésével.

## Előzmények
A jom kippuri háborút követően az egyiptomi külpolitika egyre inkább az Izraellel való kiegyezést tűzte ki célul, elsőként a zsidó országgal háborúban álló arab államok közül. Az egyiptomi kormány az Izraellel való tárgyalások mellett megszakította katonai jellegű kapcsolatait az arab országokat Izraellel szemben támogató Szovjetunióval is, mindkét gesztussal kivívva Moammer Kadhafi líbiai diktátor rosszallását. A két ország közötti kapcsolatokat tovább rontotta az a tény is, hogy Anvar Szadat egyiptomi elnök támogatott egy, Kadhafi eltávolítására irányuló puccskísérletet 1975-ben, majd miután ez kudarcot vallott, engedélyezte a puccs résztvevőinek, hogy Egyiptom területére meneküljenek. 1976-ban az egyiptomi hírszerzés leplezett le és hiúsított meg egy líbiai szervezésű puccsot az egyiptomi kormány eltávolítására. Emiatt Hoszni Mubárak alelnök tárgyalásokba kezdett az amerikai nagykövet révén az Amerikai Egyesült Államok kormányával egy esetleges líbiai intervencióról, de az amerikai fél nem támogatta az egyiptomi elképzeléseket, a líbiai kormány viszont bejelentette, hogy megszakítja diplomáciai kapcsolatait Egyiptommal, amennyiben az tovább folytatja az ország elleni „áskálódását”. 1976 augusztus 8-án Kairóban, egy kormányzati épület mosdójában bomba robbant, 14 személyt megsebesítve, az egyiptomi kormány pedig a líbiai titkosszolgálatot tette felelőssé a történtekért, sőt letartóztattak két egyiptomi állampolgárt is, akiket azzal gyanúsítottak, hogy a líbiai titkosszolgálat megbízásából hajtanak végre szabotázsakciókat Egyiptom területén. A történtekre válaszul a líbiai kormány elrendelte Egyiptom bengázi nagykövetségének bezárását. A kormány emellett bejelentette, hogy egy egyiptomi kémhálózatot lepleztek le Líbiában, ezt a térségben tartózkodó amerikai diplomaták egyértelműen egy Egyiptom elleni líbiai támadás előkészítésének értékelték. Ezzel párhuzamosan, 1976-tól kezdve az egyiptomi kormány növelte csapatainak számát a líbiai határtérségben, melyet az Egyiptomban tartózkodó amerikai kémek egy jövendőbeli egyiptomi támadás előkészítésének értékeltek.
A két ország közötti kapcsolat akkor érte el a mélypontját, amikor Kadhafi megparancsolta a Líbiában tartózkodó közel 225 000 egyiptomi munkásnak az ország elhagyását, ellenszegülés esetén börtönbüntetést helyezve kilátásba.

## A konfliktus
1977 júniusában és júliusában több ezer líbiai tüntető vonult az egyiptomi határhoz, hogy tiltakozzon a tervezett egyiptomi-izraeli békeszerződés ellen. Július 20-án az egyiptomi határőrség feltartóztatta a határon áttörni próbálkozó tömeget, válaszul a líbiai tüzérség tüzet nyitott az egyiptomi Szallum falura. Másnap líbiai páncélosok légi fedezettel átlépték a határt Szallum térségében, de három egyiptomi hadosztályba ütköztek, mely visszavetette a líbiaiakat, súlyos veszteségeket okozva nekik, majd az egyiptomi csapatok átlépték a határt és több települést elfoglaltak a határ líbiai oldalán. Ezalatt az egyiptomi légierő katonai célpontokat támadott a térségben.
Szadat elnök és az egyiptomi tisztikar időközben előkészített egy Líbia elleni inváziót, melyet július 26-án terveztek megindítani, de Houari Boumediène algériai elnök és Jasszer Arafat, a Palesztinai Felszabadítási Szervezet közbenjárására lefújták az akciót és megelégedtek Líbia fegyverszünetre való kényszerítésével, majd miután ezt július 24-én megkötötték, az egyiptomi csapatok kivonultak Líbia területéről.